# Vårväderstorget

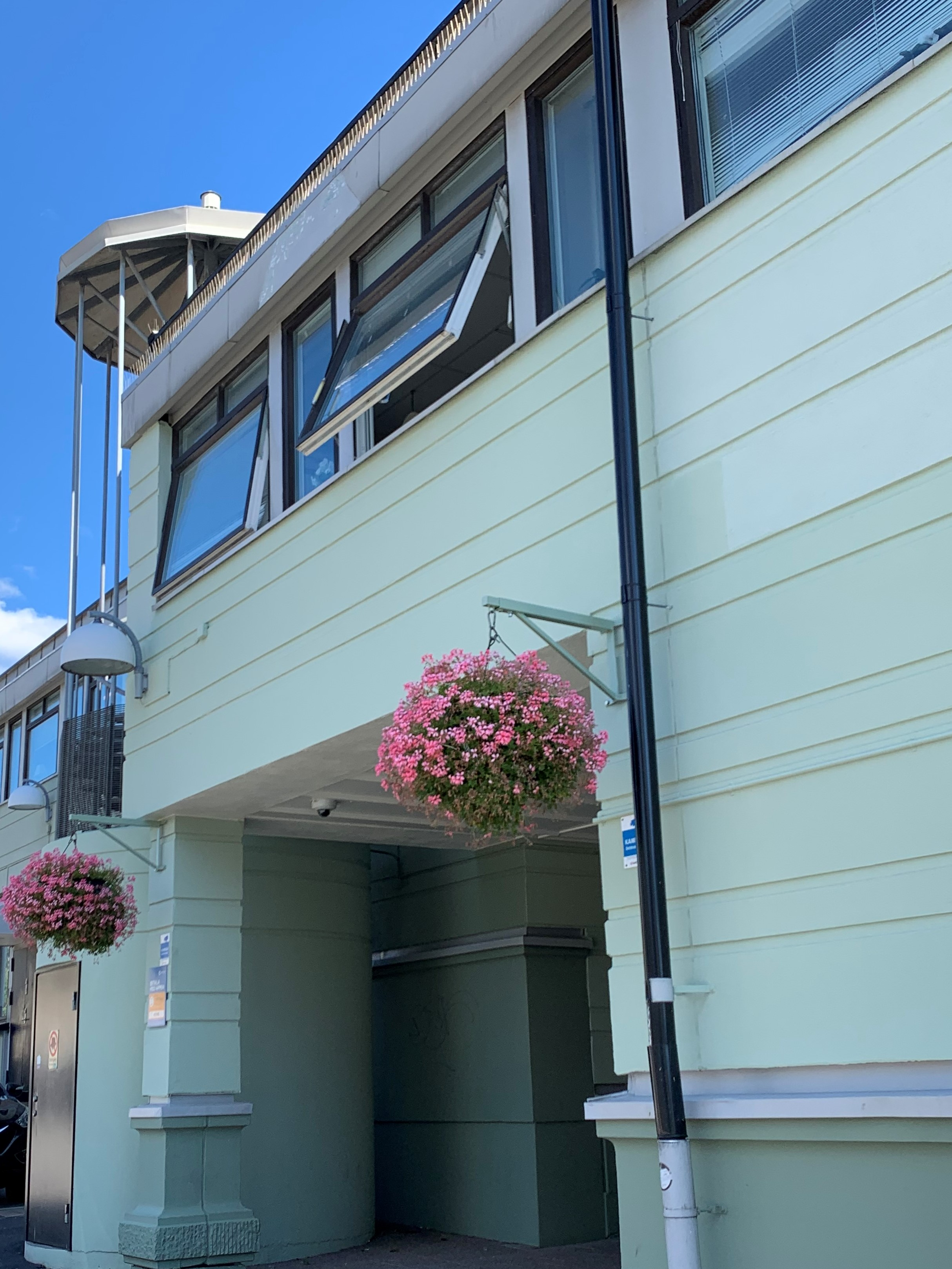
Vårväderstorget entré väster

Vårväderstorget är ett torg i stadsdelen Biskopsgården på Hisingen i Göteborg. Torget fick sitt namn 1957 som ett gruppnamn inom väder och meteorologi. Vårväderstorget projekterades ursprungligen av Helge Zimdal på 1950-talet, färdigt 1958, och är byggt med italiensk stil i terrassform och bågar. ABAKO projekterade en omfattande ombyggnad i slutet av 1980-talet som invigdes våren 1990. Torget har en egen spårvagnshållplats.
På torget finns bland annat gym, frukt - och grönsaksaffär, frisör, Willys Hemma, Göteborgs folkhögskola och Biskopsgårdens bibliotek. Vårväderstorget förvaltas av Göteborgslokaler.
Biskopsgårdens kyrka vid Vårväderstorget stod klar 1961 och ritades av arkitekt Johannes Olivegren.
Under 2023 genomgick torget en omfattande omgestaltning och förvandlades till ett grönskande trädgårdstorg, inspirerat av Göteborgs vision om en modern trädgårdsstad. Den 23 april 2024 invigdes det nya torget, som nu erbjuder en inbjudande miljö med ommålade fasader, platsunika möbler och förbättrad belysning för att främja trygghet och trivsel. 
Som en del av trygghetssatsningen har Vårväderstorget blivit Sveriges första trygghetscertifierade torg i ett utsatt område, enligt BoTryggt2030-certifieringen. Detta innebär att torget uppfyller högt ställda krav på säkerhet och trygghet för besökare och boende i området.